# Lehtisaari (ö i Finland, Päijänne-Tavastland, Lahtis, lat 61,54, long 25,56)
Lehtisaari är en ö i Finland. Den ligger i sjön Päijänne och i kommunen Sysmä i den ekonomiska regionen  Lahtis ekonomiska region  och landskapet Päijänne-Tavastland, i den södra delen av landet, 160 km norr om huvudstaden Helsingfors. Öns area är 11,1 hektar och dess största längd är 0,6 kilometer i nord-sydlig riktning.